# Dni zaćmienia
Dni zaćmienia (ru. Дни затмения, Dni zatmienija) – radziecki (rosyjski) film zrealizowany w 1988 roku przez Aleksandra Sokurowa. Film został nakręcony na podstawie historii Strugackich (1976) «Miliard lat przed końcem świata» (Rękopis odnaleziony w zagadkowych okolicznościach).
W 2000 film «Dni zaćmienia» znalazł się na liście stu najlepszych filmów w historii kina rosyjskiego, według rosyjskiej gildii krytyków filmowych. Film «Dni zaćmienia» wszedł także w 100 najlepszych filmów stulecia wybranych przez Europejską Akademię Filmową.

## Powstanie
Film nakręcono w okresie wiosenno-letnim 1988 w mieście Krasnowodsk (Turkmenistan) nad brzegiem Morza Kaspijskiego. W tym mieście reżyser spędził dzieciństwo. Ojciec reżysera służył jako oficer w garnizonie w Krasnowodsku. Rodzina oficera wielokrotnie przenosiła się z miejsca na miejsce. Aleksandr Sokurow rozpoczął naukę w polskiej szkole i ukończył studia w Turkmenistanie.
W filmie (w większości) zaangażowani są nieprofesjonalni aktorzy.
Film «Dni zaćmienia» Aleksandra Sokurowa dedykowany lekarzowi Leningradu – Ludmiła Jakowlewna Rusinowa.

## Fabuła
Ostateczna wersja filmu była bardzo daleka od historii braci Strugackich. Ale scenarzyści nie sprzeciwili się takiej filmowej adaptacji jego twórczości.
Rosyjski lekarz przyjeżdża za granicę. Tutaj wszystko jest mu obce: ludzie, kultura, a nawet kamienie. Wokół chaty, ruiny, brudne domy z gliny i sklejki, zakurzone wiejskie drogi, twarze bez wyrazu i znaczenia. Czasami lekarz stara się pisać teksty naukowe, a nawet leczyć dzieci, ale zgodnie z fabułą traci sens życia dla niego. Wygląda na to, że koniec świata już dawno nadszedł w tym zapomnianym zakątku świata.
Część zdjęć do filmu została nakręcona w szpitalu psychiatrycznym w Krasnowodzku.
Fredric Jameson ocenia, że w filmie wiele elementów fantastyki naukowej zniknęło lub zostało złagodzonych. Tajemnicze wydarzenia nie są brane pod uwagę z punktu widzenia fikcji. Z obecności innych światów pozostałaby tylko wiązka ogromnego reflektora, który oświetla nocną wieś lub złowrogi cień, który blokuje słońce na sekundę. Jedyny kosmiczny element na zdjęciu nie ma znaczenia dla książki, długiego lotu kamery na początku filmu, jakby ktoś lądował na spalonej podłodze pod latającym spodkiem. Można to porównać z ruchem lotniczym w prologu «Andriej Rublow» Andrieja Tarkowskiego. Znaczenie tych scen jest diametralnie różne. W Tarkowskim symbolizuje ucieczkę od okrucieństwa ludzkości i przerażenie życia na ziemi, w „Dniach zaćmienia”, dążeniu do zbliżenia się do cierpienia ludzkości.
Po 12 latach scenarzysta Jurij Arabow opowiadał o pracy nad filmem:
«...Dziwna historia o garstce Europejczyków, którzy zostali opuszczeni w muzułmańskim kraju. Nie rozumieją tej ziemi, nie rozumieją, że ludzie, a ci ludzie ich nie rozumieją. A ci ostatni Europejczycy stopniowo znikają z tego dziwnego miasta, które utonęło w piasku. „Dni zaćmienia” i „Drugie koło” – najlepsze z naszej współpracy z Sokurowem. W każdym razie kocham te filmy bardziej niż inne...»
– ( Jurij Arabow, «Mechanika losu kina» )

## Obsada
Niemal wszystkie role są wykonywane przez aktorów nieprofesjonalnych.
- Aleksiej Ananisznow jako lekarz Malianow
- Eskiendier Umarow jako Wećerowski (jego przyjaciel geolog)
- Irina Sokołowa jako siostra Malianowa
- Władimir Zamanski jako Sniegowoj (inżynier wojskowy)
- Aleksiej Jankowski jako ojciec Sniegowoja
- Kirill Dudkin jako Gluchow
- Wiktor Belowolski jako Gubar
- Sierioża Kryłow jako dziecko z innego świata